# Кипчак (Пермский край)
Кипчак — село в Куединском районе Пермского края России. Относится к Большегондырскому сельскому поселению.